# 정난정

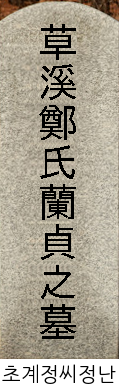

정난정(鄭蘭貞, 1506년~1565년 11월 13일)은 조선 중기의 외척이며 명종의 넷째 외삼촌이자 재상인 윤원형의 애첩이자 그의 둘째 부인이다. 명종조의 권력자 중 한 명으로, 윤원형의 본부인 연안 김씨를 독살했다는 의혹을 받았으며, 사후 사림파는 그를 악녀의 대명사로 일컬었다.
본관은 초계(草溪)로 아버지는 도총부 부총관을 지낸 정윤겸이고, 정난정은 그와 그의 첩 사이에서 태어난 서녀였다. 한성부 출신.

## 생애

### 출생과 가계
한성부에서 초계 정씨 오위도총부 부총관 정윤겸과 정윤겸의 집에 분배된 노비 차실(次室) 남씨(南氏)사이에서 태어난 2남 3녀 중 막내 딸이었는데 어릴 때 집을 나와 기생이 되었다. 그녀의 모친이 노비가 된 건 역모에 연좌되었기 때문이다.
젊은 시절에는 문정왕후의 동생인 윤원형의 눈에 들어 첩이 되었다. 훗날 김안로가 문정왕후를 폐위하려 한 음모가 발각되자 김안로가 사사되고 김안로의 질녀였던 윤원형의 부인 김씨를 윤원형과 문정왕후의 묵인하에 몰아내고 실질적인 안방 주인이 되었다. 그 후 명종8년 문정왕후는 정난정을 적처로 올리라는 전교를 내려, 정난정은 윤원형의 정실이 되었다.
정난정은 윤원형과의 슬하에 4남 2녀를 남겼는데, 정난정이 정실부인이 됨에 따라 그 자녀들도 적자가 되었다. 양반가에서는 그녀의 권세에 힘입으려고 사돈이 되자 청하는 이들도 있었다 한다. 많은 재산을 모으며 부귀를 누렸고 문정왕후와 친밀한 관계에 있었다.
이재에도 능했던 그는 윤원형의 권세를 배경으로 상권을 장악하여 전매, 모리 행위로 많은 부를 축적하였으므로, 당시 권력을 탐했던 조신들은 윤원형과 정난정 부부의 자녀들과 다투어 혼인줄을 놓았다고 한다.

### 정치 활동
문정왕후의 신임을 얻어 궁궐을 마음대로 출입하였으며, 1553년(명종 8) 직첩(職帖)을 받아 마침내 외명부 종1품 정경부인이 되었다. 또한 윤원형이 상소하여 적자와 서자의 신분차별을 폐지하고 서자도 벼슬길에 나설 수 있도록 하였다. 당시로서는 신분제도의 근간을 흔드는 획기적인 정책이었으며 신분제도 때문에 좌절한 사람들에게 호응을 받았다. 승려 보우를 문정왕후에게 소개시켜 선종판사(禪宗判事)에 오르게 하였는데, 이로 인하여 선·교(禪敎) 양종이 부활되고 도첩제도(度牒制度)가 다시 실시되는 등 한때나마 불교가 융성하기도 하였다.
그녀는 보우를 문정왕후에게 적극 추천하여 그를 총애받게 한다. 정난정은 봉은사의 승려 보우를 문정왕후에게 소개시켜 병조판서직에 오르게 하였는데, 이 때문에 일시적으로 불교가 융성하기도 했다.
윤원형이 이조판서에 오를 때 정부인으로, 의정부 우의정과 영의정에 오를 때에는 정경부인으로 작호가 올랐다. 정경부인으로 오른 후 궐에 자주 들어 명종과도 친분이 두터웠다.

## 최후
성리학자인 사대부들은 정난정에 대한 반감이 극심하여 그 후원자인 문정왕후가 죽기만을 기다렸다. 1565년 문정왕후가 죽자 승려 보우는 제주도로 귀양을 가 사망하고 정난정은 사림의 탄핵을 받아 본래 신분인 천민으로 강등되었다. 이후에도 사림의 계속적인 탄핵으로 남편 윤원형과 함께 황해도 강음(江陰)으로 유배되었다.
문정왕후가 승하한 지 5개월 후인 1565년 9월 8일 윤원형의 본부인 연안 김씨의 계모 강씨는 정난정이 김씨를 독살했다며 의금부에 고발하였다. 이 사건으로 점차 사대부의 공격이 심해지자 1565년 11월 13일 독이 든 술을 마시고 스스로 목숨을 끊었으며, 윤원형도 뒤를 이어 자결하였다. 사후 사림파에 의해 악녀의 대명사로 일컬어졌다. 조선의 사대부는 정난정을 조선의 질서를 어지럽힌 타락한 여성으로 묘사하였는데, 구전과 민담을 통해 작품과 희극의 소재로 활용되었다.
경기도 파주군 교하면 당하리 산 4-20번지(현 경기도 파주시 당하동 산4-20번지) 선산 근처에 안장되었다. 윤원형과 본부인 연안 김씨가 매장된 묘소 뒤쪽에 매장되었으며 비석은 없이 전하다가 조선이 멸망한 뒤에 세워졌다.

## 가계
- 아버지: 정윤겸
- 어머니: 남씨(정윤겸의 첩)
  - 남편: 윤원형
    - 장남: 윤설(尹紲)
    - 차남: 윤효원(尹孝源)
      - 손자: 윤혜(尹憓)

    - 삼남: 윤충원(尹忠源)
      - 손자: 윤면(尹𢗔)

    - 사남: 윤담연(尹覃淵)
    - 사위: 이조민(李肇敏)
    - 사위: 이귀남(李貴南)

## 관련 작품

### 텔레비전 드라마
- 《교동 마님》 (MBC, 1981년, 배우: 김영란)
- 《풍란》 4회 (MBC, 1985년, 배우: 김영란)
- 《임꺽정》 (SBS, 1996년~1997년, 배우: 박선영)
- 《여인천하》 (SBS, 2001년~2002년, 배우: 장수혜, 강수연)[5]
- 《불멸의 이순신》 (KBS, 2004년~2005년, 배우: 이혜근)
- 《옥중화》 (MBC, 2016년, 배우: 박주미)
- 《조선생존기》 (TV조선, 2019년, 배우: 윤지민)

## 평가
그는 자신이 문정왕후의 측근인 점을 이용, 문정왕후에게 서자 서녀도 능력이 되는 인물을 등용할 것을 건의하였다. 또한 남편 윤원형이 상소하여 적자와 서자의 신분차별을 폐지하고 서자도 벼슬길에 나설 수 있도록 하였다. 이는 당시로서는 신분제도의 근간을 흔드는 획기적인 정책이었으며 신분제도 때문에 좌절한 사람들에게 호응을 받았다.

## 기타
- 뒤에 나타난 전설에는 그와 정난정이 사약을 받고 죽었다, 정난정이 체포되어 노비가 된 뒤에 죽었다는 전설이 나타났다. 이는 사실은 아니나 정난정 및 윤원형에 대한 사림의 원한이 표출된 것으로 해석된다.
- 선조조에 판중추부사/우찬성을 지낸 정종영은 정윤겸의 적장손이자 정난정과는 조카-서고모 관계였다. 원형이 상변(上變)하여 옥사를 일으킬 적에 논의에 참여하도록 넌지시 일깨워주었으나 종영은 거짓 모르는 체하고 응하지 않았다. 난정이 참람하게 정실(正室)이 되어 부인(夫人)에 봉해져서 외명부(外命婦)의 우두머리에 있게 되자 사람들이 감히 항변하지 못하였으나 종영은 오히려 얼척(孼戚)으로 대우하였다. 이 때문에 원형이 크게 유감을 품어 매양 죄를 얽어 해치려 하였다. 난정의 어머니가 난정을 경계하기를 "너는 종손을 해치지 말라. 내가 맹세코 죽음으로써 당하겠다”하였으므로 화를 면하게 되고 예전처럼 현달(顯達)한 자리에 오르게 되었다.
- 정난정의 동복 둘째 오빠는 담(淡)이었다. 그는 언젠가는 정난정이 반드시 화근이 될것이라 예상하고, 일체 그녀와 왕래를 하지 않았다. 심지어 그녀가 찾아올까봐 집 입구의 담을 꼬불꼬불하게 쌓아 한 사람만 겨우 지나갈 정도의 좁은 통로를 만들었다. 정난정은 늘 가마를 타고 다녔기 때문에 가마가 들어오지 못하도록 하기 위함이었다. 그때문에 정난정은 그의 집에 가볼 수가 없었고, 덕분에 윤원형과 정난정이 몰락한 뒤에도 화를 입지 않았다.
- 정난정의 4촌인 정준이 명종7년 6월 18일 사헌주 집의에 임명되었다. 실록에 의하면 정준은 음험하고 경박한 성품으로 윤원형의 위엄을 빌어 대관이 되어 마음내키는 대로 인물들을 공격하였고 그와 의견을 달리하는 자들은 욕을 당하지 않은 자가 없었다고 기록되어 있다.

## 같이 보기
| - 문정왕후 - 윤원형 - 윤원로 - 윤원량 - 윤임 - 정윤겸 - 보우 - 을사사화 - 이량 - 이기 - 심통원 - 신사임당 | - 허난설헌 - 황진이 - 임백령 - 어우동 - 송익필 - 송한필 - 송사련 |